# مشچگاروو
مشچگاروو (انگلیسی: Meshchegarovo) یک شهرک در شهرستان سالاواتسکی استان باشقیرستان کشور روسیه است.